# Gnobian
Com a Gnobian es coneixen diferents distribucions de GNU/Linux basades en Gnome com a entorn d'escriptori i Debian Linux com a sistema operatiu, normalment en les seues darreres versions.

## Distribucions
Existeixen diferents distribucions Gnobian:
- Gnome2-live Distribució operativa creada per a demostrar les possibilitats de Metadistros i de Gnome.
- Gnoppix - CD operatiu
- gnUAMix - patrocinat per la Universitat Autònoma de Madrid
- Guadalinex - Per la Junta d'Andalusia
- Lliurex - Projecte educatiu de la Generalitat valenciana.
- LinEx - Projecte educatiu de la Junta d'Extremadura